# Manderson
Manderson és una població dels Estats Units a l'estat de Wyoming. Segons el cens del 2000 tenia 104 habitants.

## Demografia
Segons el cens del 2000, Manderson tenia 104 habitants, 44 habitatges, i 27 famílies. La densitat de població era de 47,8 habitants/km².
Dels 44 habitatges en un 27,3% hi vivien nens de menys de 18 anys, en un 52,3% hi vivien parelles casades, en un 6,8% dones solteres, i en un 38,6% no eren unitats familiars. En el 34,1% dels habitatges hi vivien persones soles el 9,1% de les quals corresponia a persones de 65 anys o més que vivien soles. El nombre mitjà de persones vivint en cada habitatge era de 2,36 i el nombre mitjà de persones que vivien en cada família era de 3,07.
Per edats la població es repartia de la següent manera: un 27,9% tenia menys de 18 anys, un 2,9% entre 18 i 24, un 28,8% entre 25 i 44, un 27,9% de 45 a 60 i un 12,5% 65 anys o més.
L'edat mediana era de 39 anys. Per cada 100 dones de 18 o més anys hi havia 102,7 homes.
La renda mediana per habitatge era de 22.917 $ i la renda mediana per família de 30.357 $. Els homes tenien una renda mediana de 18.750 $ mentre que les dones 16.250 $. La renda per capita de la població era d'11.143 $. Entorn del 13,3% de les famílies i el 14,1% de la població estaven per davall del llindar de pobresa.

## Poblacions més properes
El següent diagrama mostra les poblacions més properes.